# Nissan Stagea
La Nissan Stagea è un'autovettura di medie dimensioni prodotta dalla casa automobilistica giapponese Nissan Motor dal 1996 al 2007 in due generazioni. Disponibile solo con carrozzeria familiare cinque porte, fu destinata esclusivamente al mercato interno giapponese come concorrente della Subaru Legacy Touring. Era a trazione posteriore o integrale, e a motore anteriore. 

## La prima serie (WC34): 1996-2001
La prima generazione della Nissan Stagea fu lanciata sui mercati nel 1996. Il cambio era manuale a cinque rapporti o automatico a quattro marce. La motorizzazione offerta era composta solo da propulsori a sei cilindri in linea. Più precisamente, erano disponibili un motore da 2 L di cilindrata e 129 CV di potenza, un motore da 2 L e 153 CV, un motore da 2,5 L e 180 CV, un motore da 2,5 L e 197 CV, un motore sovralimentato da 2,5 L e 245 CV, un motore sovralimentato da 2,5 L e 276 CV e un motore da 2,6 L e 316 CV. La versione con quest'ultimo motore fu prodotta in edizione limitata a un prezzo estremamente elevato. Questa versione possedeva infatti anche un equipaggiamento speciale. Nel 1998 il modello subì un restyling con cui vennero modificati i fanali (i fendinebbia vennero inseriti nella calandra). 

## La seconda serie (M35): 2001-2007
La seconda generazione della Nissan Stagea fu lanciata sui mercati nel 2001. Il cambio era manuale a sei rapporti o automatico a quattro o cinque marce. La motorizzazione offerta era composta solo da propulsori V6. Più precisamente, erano disponibili un motore da 2,5 L di cilindrata e 207 CV di potenza, un motore sovralimentato da 2,5 L e 276 CV, un motore da 3 L e 227 CV e un motore da 3,5 L e 300 CV.